# Pierre-Samuel Pacheco
Pas d'image ? Cliquez ici

a Compétitions nationales et continentales officielles uniquement.

b Matchs officiels uniquement.
Dernière mise à jour le 15 juin 2025.
Pierre-Samuel Pacheco, né le 16 avril 2000, est un joueur français de rugby à XV évoluant au poste de troisième ligne aile.

## Biographie
Formé à Colomiers qu'il a rejoint en 2014, il effectue ses études au lycée Stéphane-Hessel.
Il porte à plusieurs reprises les maillots de l'équipe de France dans différentes catégories de jeunes, comme celui des moins de 17 ans face à l'Angleterre, des moins de 18 ans puis des moins de 20 ans « développement » face à l'Italie.
En 2018, il signe un contrat espoir d'une durée de trois ans avec Colomiers. Il prolonge de trois ans l'année suivante.
Ralenti par les blessures dans sa jeune carrière, il réalise une très bonne saison 2022-2023 et signe un contrat de deux ans avec le Lyon OU à l'issue de cette saison.
En juin 2025, il est annoncé sur le départ en direction d'Oyonnax Rugby en compagnie de son coéquipier Alban Roussel.